# Jesper Lange
Jesper Lange (Marstal, 20 april 1986) is een Deens voetballer (aanvaller) die sinds 2013 voor de Deense eersteklasser Aarhus GF uitkomt. Voordien speelde hij voor Odense BK en Esbjerg fB.

## Interlandcarrière
Lange is meervoudig Deens jeugdinternational. In de periode 2007-2008 speelde hij tien wedstrijden voor de U-21, daarin kon hij één keer scoren.